# Noryk
| System                        | Oddział  | Piętro    | Wiek (mln lat) |
| ----------------------------- | -------- | --------- | -------------- |
| Jura                          | wczesna  | Hettang   | młodsze        |
| Trias                         | Górny    | Retyk     | 201,3–208,5    |
| Trias                         | Górny    | Noryk     | 208,5–227,0    |
| Trias                         | Górny    | Karnik    | 227,0–237,0    |
| Trias                         | Środkowy | Ladyn     | 237,0–242,0    |
| Trias                         | Środkowy | Anizyk    | 242,0–247,2    |
| Trias                         | Dolny    | Olenek    | 247,2–251,2    |
| Trias                         | Dolny    | Ind       | 251,2–251,902  |
| Perm                          | Loping   | Czangsing | starsze        |
| Podział według ICS, luty 2017 |          |           |                |

Noryk – w stratygrafii piętro górnego triasu w eratemie mezozoicznym, trwające w zależności od przyjmowanego podziału triasu od około 13 milionów lat do prawie 19 mln lat. Dokładny czas jego trwania jest przedmiotem sporów. Do 2012 roku Międzynarodowa Komisja Stratygrafii przyjmowała, że noryk rozpoczął się 216,5 ± 2,0 mln lat temu a zakończył 203,6 ± 1,5 mln lat temu; w roku 2013 Komisja poprawiła datowanie na ok. 227–208,5 mln lat temu. Młodsze piętro od karniku, a starsze od retyku.

## Fauna noryku

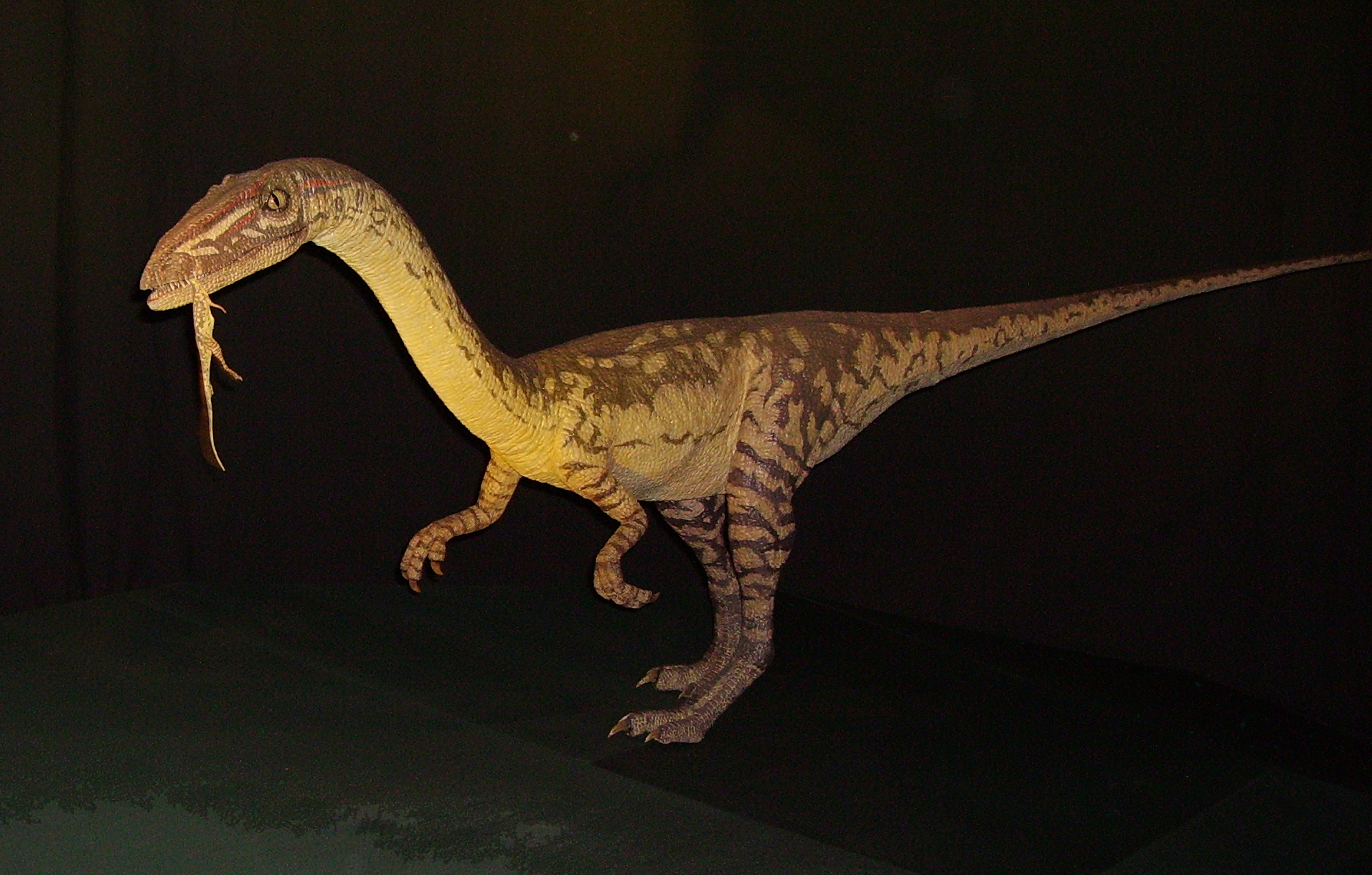
Celofyz

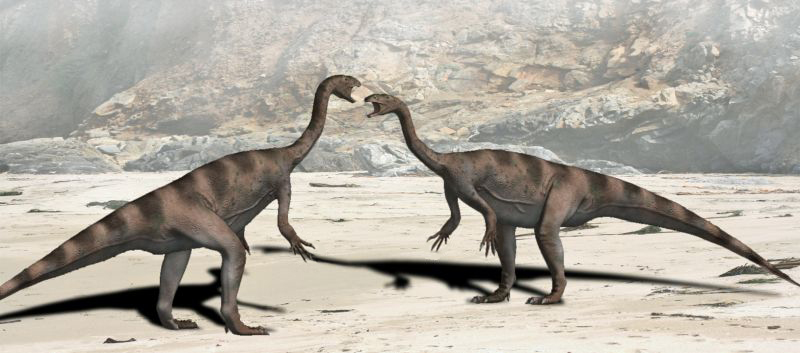
Plateozaur

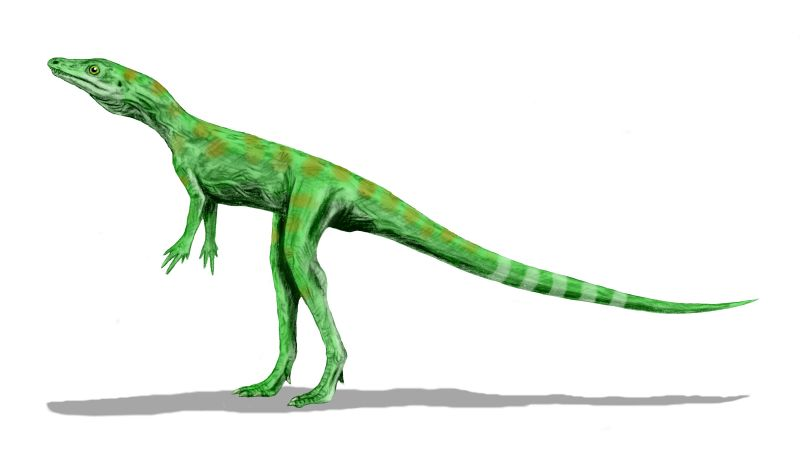
Dromomeron

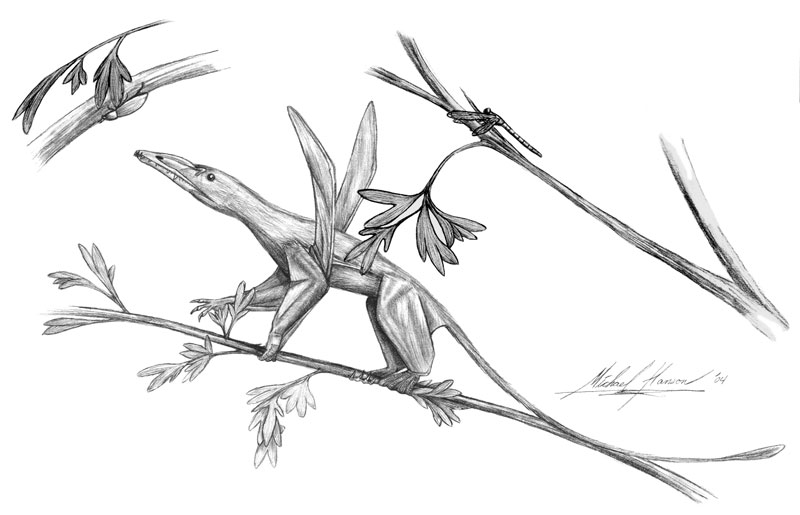
Preondaktyl

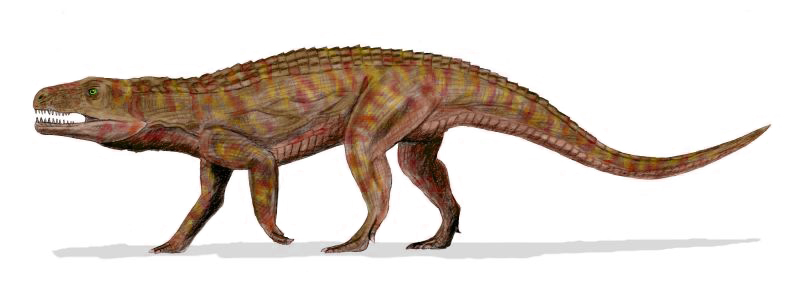
Teratozaur

### Ssaki i pozostałe ssakokształtne
- Eozostrodon – morganukodon; Anglia, Chiny
- Morganucodon – morganukodon; Walia, Chiny
- Sinoconodon – Sinocodonta

### Teropody
- Celofyz – celofyzoid; Nowy Meksyk
- Haltikozaur – celofyzoid; Niemcy
- Liliensztern – celofyzoid; Niemcy

### Zauropodomorfy
- Blikanazaur – Kraj Przylądkowy
- Euskelozaur – RPA, Lesotho, Zimbabwe
- Plateozaur – plateozaur; Niemcy, Francja, Szwajcaria, Grenlandia[3]
- Sellozaur – plateozaur; Europa
- Tekodontozaur – Anglia, Walia
- Unajzaur – plateozaur; Brazylia

### Pozostałe dinozauromorfy
- Agnosfityz – dinozaur gadziomiedniczny o niepewnej pozycji filogenetycznej; Anglia
- Dromomeron – Lagerpetidae; Nowy Meksyk, być może Arizona, Teksas
- Eucelofyz – możliwy przedstawiciel Silesauridae; Nowy Meksyk

### Pterozaury
- Eudimorfodon – ramforynch; Włochy
- Peteinozaur – ramforynch; Włochy
- Preondaktyl – ramforynch; Włochy (Alpy)

### Krokodylomorfy
- Saltoposuchus – Sphenosuchia; Europa, Ameryka Północna

### Rauizuchy
- ? Teratozaur – Niemcy
- Basutodon – być może raizuch; Lesotho

### Pozostałe Archosauriformes
- Vancleavea - Teksas, Nowy Meksyk, Arizona, Utah

### Ichtiozaury
- Szonizaur (Shonisaurus popularis) – szastazaur; Nevada

### Plakodonty
- Psephoderma – Cyamodontoidea

### Amonity
- Acanthinites